# Walter Ascona Calderón
Walter Yonni Ascona Calderón es un abogado y político peruano. Fue alcalde del distrito de Pacocha durante tres periodos consecutivos entre 1990 y 1998.
Nació en el distrito de Ilabaya, provincia de Jorge Basadre, departamento de Tacna, Perú, el 11 de enero de 1953, hijo de Manuel Ascona Ascona y Dominga Eulalia Calderón. Cursó sus estudios primarios en su localidad natal y los segundarios en la ciudad de Moquegua. Entre 1974 y 1975 cursó estudios superiores de ingeniería metalúrgica en la Universidad Nacional Jorge Basadre Grohmann de la ciudad de Tacna sin terminar la carrera.
Su primera participación política se dio en las elecciones municipales de 1986 cuando fue elegido a una regiduría del distrito de Pacocha. En las elecciones municipales de 1989 fue elegido para el cargo de alcalde de ese distrito siendo reelegido en las elecciones de 1993 y de 1995. El año 1998 tentó su elección como alcalde de la provincia de Ilo sin éxito y en las elecciones generales del 2001 intentó llegar al Congreso por Somos Perú sin obtener la representación. En el año 2002 tentó nuevamente la alcaldía de Pacocha, el año 2006 una regiduría de ese distrito, el 2010 una regiduría de la provincia de Ilo y el 2018 la alcaldía de esa provincia, todas sin éxito. Participó en las elecciones regionales del 2014 como candidato a la vicepresidencia del Gobierno Regional de Moquegua sin éxito.